# Mike Vanhamel
Mike Vanhamel (Ixelles, 16 novembre 1989) è un calciatore belga, portiere del Tienen.

## Palmarès

### Club

#### Competizioni nazionali
- Ligue 2: 1

Le Havre: 2007-2008
- Eerste Divisie: 1

N.E.C.: 2014-2015
- Division 1B: 1

Beerschot VA: 2019-2020
- Nationale 1: 1

La Louvière: 2023-2024